# Prealpes julianos
Los Prealpes julianos son una subsección (de acuerdo con las definiciones de la SOIUSA) de los Alpes y Prealpes julianos que se extienden por Italia y, marginalmente, Eslovenia.
Están formados por el conjunto de las alturas situadas en el extremo oriental de Friul-Venecia Julia, que preceden los Alpes y se extienden desde los Prealpes cárnicos hasta el Carso de Gorizia.

## Clasificación
La partición de los Alpes de 1926 hacía de los Prealpes julianos un grupo de la sección denominada Prealpes Trivenete.
Según la SOIUSA, los Prealpes julianos junto con los Alpes julianos constituyen una sección de los Alpes del sudeste. 

## Subdivisión
De acuerdo con las definiciones de la SOIUSA, los Prealpes julianos se subdividen en dos supergrupos y cuatro grupos (entre paréntesis los códigos SOIUSA de los supergrupos y grupos):
- Cadena Plauris-Musi-Chiampon (A)[1]
  - Grupo Plauris-Musi (A.1)
  - Grupo Chiampon-Stol (A.2)
- Cadena Mia-Ioanaz-Matajur (B)[2]
  - Grupo Mia-Ioanaz (B.3)
  - Grupo del Matajur (B.4)

## Geografía
El territorio que forma parte de los Prealpes julianos puede ser definido entonces como aquella zona montañosa comprendida entre los ríos Tagliamento/Fella y el Isonzo/Soča y limitada al sudoeste por la llanura del Friul y al noreste por el valle de Resia y la sella del monte Guarda. Los Prealpes mismos pueden además dividirse en prealpes del Torre (desde el monte Plauris al Gran Monte), prealpes del Natisone (del monte Stol al monte Cum) y prealpes del Judrio (desde el río homónimo al Isonzo).
Las alturas que caracterizan la zona pueden subdividirse en la cadena prealpina, donde destacan el monte Plauris (1958 m s. n. m.), los montes Musi (1878 m), el monte Lavara (1907 m), el monte Cuzzer (1463 m), el monte Chila (1421 m) y el monte Guarda (1760 m), y en las mesetas y el piedemonte donde, entre las estrechas y abruptas gargantas de los ríos presentes, se elevan el monte Matajur (1643 m), el monte Joanaz (1167 m), el monte Vogu (1124 m), el monte Mia (1244 m), el monte San Martino, el monte Cum y la cadena del Colovrat.
Los Prealpes julianos son recorridos por los siguientes ríos y torrentes: el Fella, el Ledra, el Corno, el Cormor, el Cornappo, el Malina, el Torre, el Grivò, el Chiarò, el Pradolino, el Natisone, el Alberone, el Cosizza, el Erbezzo, el Judrio y el Isonzo.
La zona, caracterizada por hidrografía de naturaleza prevalentemente karstica, presenta numerosas cuevas, entre las que pueden recordarse las de Verdonza, de Villanova (desarrollo de más de 7000 metros), de Vigant-Pre Oreak (cerca de Nimis con 1870 m de largo), de San Giovanni d'Antro (cerca de Antro 4500 m de largo), de Bazin (cerca de Paciuch 529 m de larga), la Ta Pot Čelan Jama (cerca de Tercimonte 250 m), la Star Čedad (cerca de San Leonardo 1300 m) y la Velika Jama (cerca de Blasin, con sólo 32 metros de largo pero importante por el descubrimiento, en el lugar, de restos de oso de las cavernas (Ursus spelaeus) y de numerosos objetos del Neolítico).
Los Prealpes julianos tienen un bajo número de puertos de montaña con Eslovenia, casi todos afectados por carreteras tortuosas que trepan por valles estrechos y espectaculares. El puerto más importante es el de Stupizza, pero se deben mencionar también los de Uccea, de Platischis/Ponte Vittorio Emanuele, de Polava y del paso Solarie.

## Historia

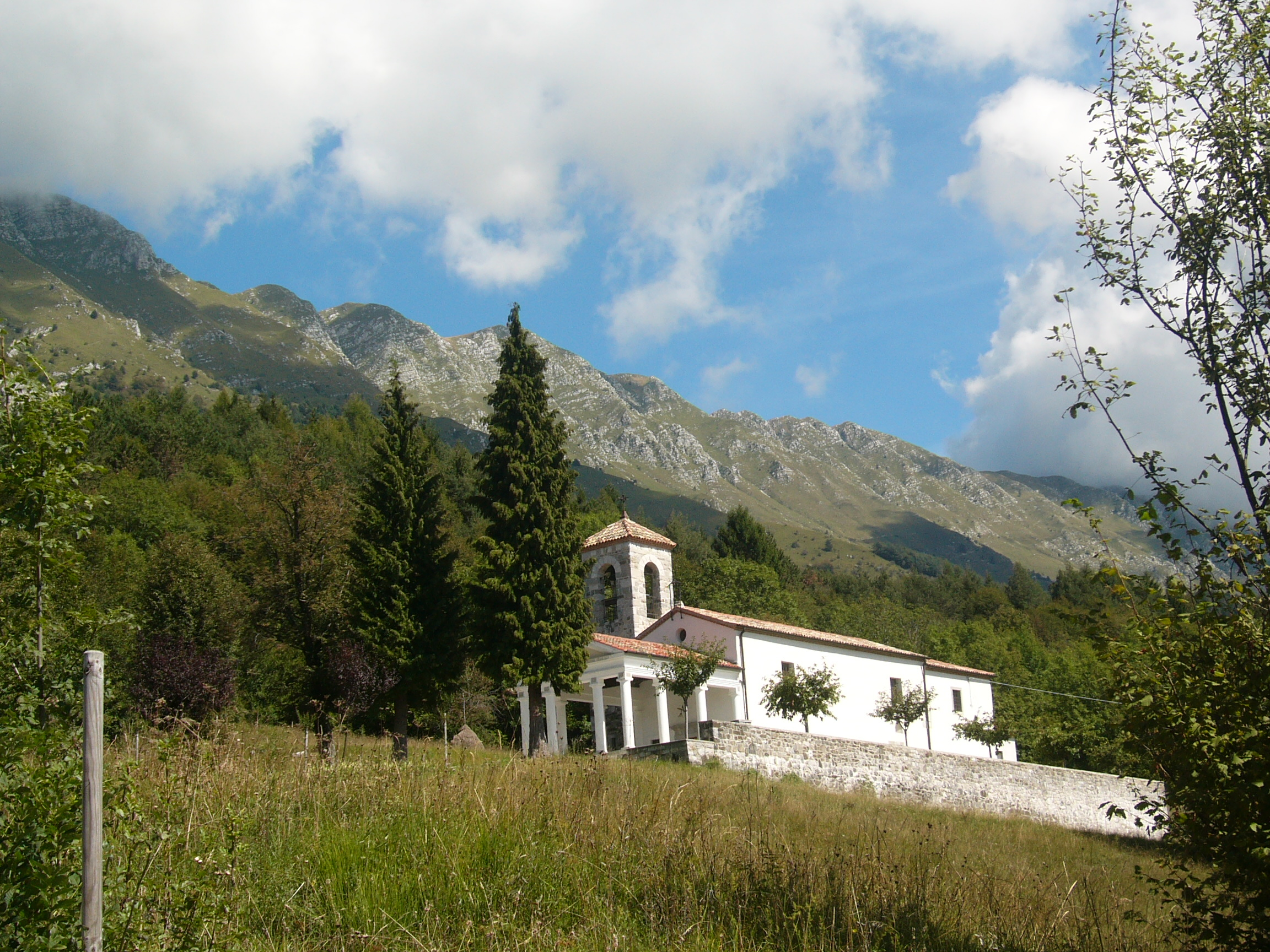
La iglesia de la Santísima Trinidad en Monteaperta, bajo la cadena del Gran Monte.

Las alturas de los Prealpes julianos fueron escenario, durante la Primera Guerra Mundial, de las operaciones militares contra el ejército austro-húngaro desde las primeras etapas del conflicto. De hecho, cerca del puerto de Passo Solarie cayó, bajo el fuego enemigo, Riccardo di Giusto, el primer soldado italiano muerto en el conflicto. Sobre los Prealpes julianos se realizaron las obras defensivas de las líneas que retrocedieron del 2. º Ejército. La primera línea de defensa, llamada del Ejército, pasaba sobre los montes Guarda, Musi Stol, Kuk, Colovrat hasta el monte Fortin y protegía las vías de comunicación entre el valle del Isonzo y la llanura de Friul, en el caso de la retirada de las unidades de combate en las líneas avanzadas. Otras líneas, que quedaban más atrás, completaban la línea defensiva de los valles del Natisone, del Rieka y del Judrio y afectaba a los picos de la Matajur del monte San Martino, monte Cum, monte Spik, Castelmonte, monte Brischis y monte San Biagio. La zona entró trágicamente en la historia en el curso de la batalla de Caporetto que vio la derrota de las tropas italianas y la invasión de los valles y llanuras de Friul por los austro-húngaros.

## Parque regional
En la zona se creó, en el año 1996, el parque natural de los Prealpes Julianos que tiene una superficie de alrededor de 10 000 hectáreas y afecta al territorio de los municipios de Chiusaforte, Lusevera, Moggio Udinese, Resia, Resiutta y Venzone. El territorio de los Prealpes Julianos comprendido dentro del parque incluye la cadena del monte Cochiaze - monte Guarda, del monte Plauris, del monte Lavara y de los montes Musi.